# Caspian (Michigan)
Caspian ist eine Kleinstadt (mit dem Status „City“) im Iron County im US-amerikanischen Bundesstaat Michigan. Das U.S. Census Bureau hat bei der Volkszählung 2020 eine Einwohnerzahl von 805 ermittelt.

## Geografie
Caspian liegt im Westen der Oberen Halbinsel Michigans beiderseits des Iron River, der über den Brule River und den Menominee River zum Einzugsgebiet des Michigansees gehört. Die Grenze zu Wisconsin liegt 9 km südlich.
Die geografischen Koordinaten von Caspian sind 46°03′51″ nördlicher Breite und 88°37′54″ westlicher Länge. Das Stadtgebiet erstreckt sich über eine Fläche von 3,7 km².
Benachbarte Orte von Caspian sind Iron River (an der nördlichen Stadtgrenze), Gaastra (an der südöstlichen Stadtgrenze) und Crystal Falls (27,6 km östlich).
Die nächstgelegenen größeren Städte sind Sault Ste. Marie in der kanadischen Provinz Ontario (409 km ostnordöstlich, gegenüber von Sault Ste. Marie, Michigan), Green Bay in Wisconsin am Michigansee (230 km südlich), Wisconsins Hauptstadt Madison (419 km südsüdwestlich), Wausau in Wisconsin (191 km südwestlich), die Twin Cities in Minnesota (442 km westsüdwestlich) und Duluth am Oberen See in Minnesota (309 km westnordwestlich).

## Verkehr
Der Michigan State Highway 189 bildet die westliche Stadtgrenze von Caspian. Die von Nord nach Süd verlaufende Hauptstraße wird vom County Highway 424 gebildet. Alle weiteren Straßen sind untergeordnete Landstraßen, teils unbefestigte Fahrwege oder innerörtliche Verbindungsstraßen.
Mit dem Stambaugh Airport befindet sich in Iron Rivers südlichen Stadtteil Stambaugh ein kleiner Flugplatz. Der 34,4 km ostsüdöstlich gelegene Iron County Airport ist der nächste Regionalflughafen.

## Bevölkerung
Nach der Volkszählung im Jahr 2010 lebten in Caspian 906 Menschen in 430 Haushalten. Die Bevölkerungsdichte betrug 244,9 Einwohner pro Quadratkilometer. In den 430 Haushalten lebten statistisch je 2,11 Personen.
Ethnisch betrachtet setzte sich die Bevölkerung zusammen aus 95,0 Prozent Weißen, 1,4 Prozent amerikanischen Ureinwohnern sowie 0,7 Prozent Asiaten; 2,9 Prozent stammten von zwei oder mehr Ethnien ab. Unabhängig von der ethnischen Zugehörigkeit waren 1,2 Prozent der Bevölkerung spanischer oder lateinamerikanischer Abstammung.
21,4 Prozent der Bevölkerung waren unter 18 Jahre alt, 55,0 Prozent waren zwischen 18 und 64 und 23,6 Prozent waren 65 Jahre oder älter. 51,2 Prozent der Bevölkerung waren weiblich.
Das mittlere jährliche Einkommen eines Haushalts lag bei 27.143 USD. Das Pro-Kopf-Einkommen betrug 18.847 USD. 12,5 Prozent der Einwohner lebten unterhalb der Armutsgrenze.

## Bekannte Bewohner
- Ray Bray (1917–1993) – American-Football-Spieler – geboren in Caspian